# L'Or de Man
L'Or de Man (Manx Gold) est une nouvelle policière d'Agatha Christie.
Initialement publiée du 23 au 28 mai 1930 dans le journal Daily Dispatch au Royaume-Uni, cette nouvelle a été reprise en recueil en 1997 dans While the Light Lasts and Other Stories au Royaume-Uni. Elle a été publiée pour la première fois en France dans le recueil Tant que brillera le jour en 1999.
La nouvelle est une commande de l'office de tourisme de l'île de Man pour augmenter la fréquentation touristique de l'île. L'histoire imaginée par Agatha Christie, en cinq épisodes, fournissait des indices pour une chasse aux trésors réservée aux non résidents, et menait à l'une des quatre boîtes cachées sur l'île. À l'intérieur de chacune de ces boîtes se trouvait un bon ouvrant droit à une récompense de 100 livres sterling, soit une somme suffisamment importante, à l'époque, pour attirer sur l'île un nombre important de chasseurs de trésor. Les cinq épisodes de l'histoire furent dans le même temps réunis dans un livret promotionnel titré June in Douglas. Bien que 250 000 exemplaires de ce livret aient été distribués, il n'en resterait qu'un seul exemplaire.

## Éditions
Avant la publication dans un recueil, la nouvelle avait fait l'objet de publications dans des revues :
- du 23 au 28 mai 1930, au Royaume-Uni, dans le journal Daily Dispatch[3].

La nouvelle a ensuite fait partie de nombreux recueils :
- en 1997, au Royaume-Uni, dans While the Light Lasts and Other Stories[3] (avec 8 autres nouvelles) ;
- en 1997, aux États-Unis, dans The Harlequin Tea Set and Other Stories[3] (avec 8 autres nouvelles) ;
- en 1999, en France, dans Tant que brillera le jour (adaptation du recueil britannique de 1997).